# Wilderness
Wilderness es un libro de poesía, notas, diálogos, aforismos, ensayos y epigramas escrito por Jim Morrison, cantante de la banda The Doors, publicado en 1989 por amigos y familiares. Este libro fue publicado en absoluta fidelidad a las intenciones de Jim Morrison presentando todo lo contenido en sus cuadernos, nada fue alterado ni cambiado; cada palabra está exactamente reproducida de las páginas originales.
Wilderness está compuesto por una compilación de poemas, que hace al libro muy diverso, sus poemas están llenos de metáforas, sensaciones y experiencias, una serie de ideas se repiten en sus poemas como la noche, el sexo, Norteamérica, nacimiento, soledad, muerte, desequilibrio, amor y conceptos de metafísica. Variados poemas poseen preguntas, dando la sensación de una autoentrevista.